# Angeduc
Angeduc és un municipi francès situat al departament del Charente i a la regió de la Nova Aquitània. L'any 2007 tenia 108 habitants.

## Demografia

### Població
El 2007 la població de fet d'Angeduc era de 108 persones. Hi havia 44 famílies de les quals 8 eren unipersonals (8 dones vivint soles i 8 dones vivint soles), 20 parelles sense fills i 16 parelles amb fills.
La població ha evolucionat segons el següent gràfic:
Habitants censats

### Habitatges
El 2007 hi havia 53 habitatges, 45 eren l'habitatge principal de la família, 7 eren segones residències i 1 estava desocupat. Tots els 53 habitatges eren cases. Dels 45 habitatges principals, 44 estaven ocupats pels seus propietaris i 1 estava llogat i ocupat pels llogaters; 8 tenien tres cambres, 13 en tenien quatre i 23 en tenien cinc o més. 39 habitatges disposaven pel capbaix d'una plaça de pàrquing. A 13 habitatges hi havia un automòbil i a 26 n'hi havia dos o més.

### Piràmide de població
La piràmide de població per edats i sexe el 2009 era:
| Homes | Edats   | Dones |
| ----- | ------- | ----- |
| 0     | 95 o +  | 0     |
| 0     | 90 a 94 | 0     |
| 0     | 85 a 89 | 1     |
| 1     | 80 a 84 | 0     |
| 1     | 75 a 79 | 4     |
| 8     | 70 a 74 | 3     |
| 2     | 65 a 69 | 6     |
| 4     | 60 a 64 | 3     |
| 1     | 55 a 59 | 3     |
| 3     | 50 a 54 | 3     |
| 4     | 45 a 49 | 5     |
| 7     | 40 a 44 | 4     |
| 2     | 35 a 39 | 1     |
| 4     | 30 a 34 | 2     |
| 1     | 25 a 29 | 1     |
| 5     | 20 a 24 | 1     |
| 4     | 15 a 19 | 2     |
| 1     | 10 a 14 | 5     |
| 3     | 5 a 9   | 1     |
| 0     | 0 a 4   | 0     |

## Economia
El 2007 la població en edat de treballar era de 70 persones, 56 eren actives i 14 eren inactives. De les 56 persones actives 55 estaven ocupades (33 homes i 22 dones) i 1 aturada (1 dona i 1 dona). De les 14 persones inactives 4 estaven jubilades, 4 estaven estudiant i 6 estaven classificades com a «altres inactius».
Activitats econòmiques
Dels 6 establiments que hi havia el 2007, 4 eren d'empreses de construcció, 1 d'una empresa immobiliària i 1 d'una empresa de serveis.
Dels 4 establiments de servei als particulars que hi havia el 2009, 3 eren paletes i 1 empresa de construcció.
L'any 2000 a Angeduc hi havia 7 explotacions agrícoles que ocupaven un total de 260 hectàrees.

## Poblacions properes
El següent diagrama mostra les poblacions més properes.